# 賈捐之
賈 捐之（か えんし、生没年不詳）は、前漢の人。字は君房。洛陽の人。賈誼の曾孫。

## 略歴
元帝が即位したばかりの頃、政治上のことを上書して召し出された。
その頃、武帝の時に南越を征服して作った郡である珠厓郡では反乱が頻発しており、元帝が即位して以降の初元元年（紀元前48年）にも反乱が起こって何年も平定できずにいた。朝廷では大規模な派兵を議論していたが、賈捐之は討つべきではないと建議した。元帝は侍中・駙馬都尉王商に詰問させたが、賈捐之は珠厓郡の統治を放棄すべきであると説いた。御史大夫陳万年は反対したが、丞相于定国は珠厓郡討伐には多額の費用がかかる上に関東が飢餓に苦しんでいることを理由に賛成した。元帝は珠厓郡経営を止める詔を出し、珠厓郡は放棄された。
その後、賈捐之はしばしば元帝に召し出され、進言は多く採用された。しかし権力を握る中書令石顕を批判したため官に就けず、召し出されることも少なくなった。その頃、長安令の楊興という人物が才能豊かであるとして寵愛されていたが、彼は賈捐之と仲が良かった。賈捐之は「もし私が陛下に謁見できれば、欠員となっている京兆尹に君を推薦し、たちどころに京兆尹にしてやれるのだが」と言い、楊興は「陛下はかつて自分は御史大夫薛広徳に勝ると言っていたから、私は君を助ける事が出来る。もし君が尚書令になれば、五鹿充宗よりも遥かに優れている」と言った。賈捐之は「私が尚書令となり、君が京兆尹になれば天下は大いに治まるだろう」と言った。楊興は「石顕は陛下に信用されているから、まずは石顕に迎合するべきだ」と言った。
そこで賈捐之は石顕を関内侯にし、一族を内侍させるよう推薦する上奏文と、楊興を京兆尹に推薦する上奏文を出した。しかし石顕はこの件の裏側をかぎつけて元帝に告げたので、賈捐之と楊興は獄に下された。皇后の父の陽平侯王禁が取り調べに当たり、賈捐之は処刑され楊興は労働刑に処せられた。